# براد كيسلر
براد كيسلر (بالإنجليزية: Brad Kessler)‏ (1963)؛ روائي أمريكي.